# Muscicapa
Muscicapa és un gènere d'ocells de la família dels muscicàpids (Muscicapidae).

## Taxonomia
Segons la Classificació del Congrés Ornitològic Internacional (versió 11.2, juliol 2021) aquest gènere està format per 26 espècies:
- Muscicapa adusta - Papamosques fosc.
- Muscicapa aquatica - Papamosques d'aiguamoll.
- Muscicapa boehmi - Papamosques de Böhm.
- Muscicapa caerulescens - Papamosques cendrós.
- Muscicapa cassini - Papamosques de Cassin.
- Muscicapa comitata - Papamosques pissarrós.
- Muscicapa dauurica - Papamosques de Dàuria.
- Muscicapa epulata - Papamosques petit.
- Muscicapa ferruginea - Papamosques rovellat.
- Muscicapa gambagae - Papamosques de Gambaga.
- Muscicapa griseisticta - Papamosques estriat.
- Muscicapa infuscata - Papamosques fumat.
- Muscicapa itombwensis.
- Muscicapa lendu - Papamosques de Chapin.
- Muscicapa muttui - Papamosques de Muttui.
- Muscicapa olivascens - Papamosques olivaci.
- Muscicapa randi - Papamosques de Rand.
- Muscicapa segregata - Papamosques de Sumba clar.
- Muscicapa sethsmithi - Papamosques camagroc.
- Muscicapa sibirica - Papamosques siberià.
- Muscicapa sodhii.
- Muscicapa striata - Papamosques gris.
- Muscicapa tessmanni - Papamosques de Tessmann.
- Muscicapa tyrrhenica.
- Muscicapa ussheri - Papamosques d'Ussher.
- Muscicapa williamsoni.

Tanmateix, en el Handook of the Birds of the World i la quarta versió de la BirdLife International Checklist of the birds of the world (desembre 2019), només es comptabilitzen 17 espècies, doncs es segueix un altre criteri taxonòmic, amb les següents divergències:
- Quatre espècies són excloses al considerar-se del gènere Bradornis (M. boehmi, M. comitata, M. infuscata, M. ussheri).
- Cinc espècies són excloses al considerar-se del gènere Fraseria (M. caerulescens; M. lendu; M. olivascens i M. tessmanni. En el cas de M. itombwensis se'l considera una subespècie de M. lendu).